# Jiangnan

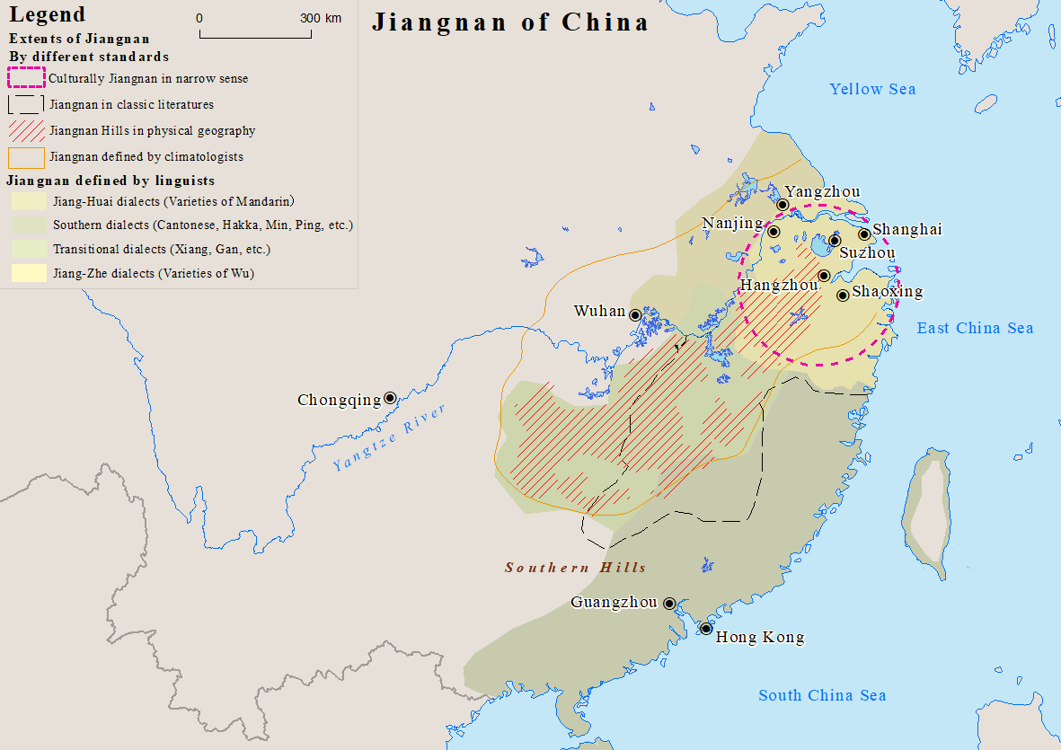
Unterschiedliche Abgrenzungen der Region Jiangnan

Die Region Jiangnan (chinesisch 江南, Pinyin Jiāngnán – „südlich des Stromes“, gemeint ist der Strom Jangtse) in der Volksrepublik China umfasst Gebiete im südlichen Zentralchina oder das Gebiet südlich des Unterlaufes des Jangtsekiang. Mit Jiangnan wurden von der Zeit der Tang-Dynastie an auch verschiedene historische Verwaltungsgebiete von der Gemeinde bis zur Provinz (dao 道, lu 路, sheng 省) bezeichnet. Heute bezeichnet man mit Jiangnan die Gebiete verschiedener Provinzen, darunter das südliche Jiangsu, nördliche Zhejiang und Anhui, gemeint oder allgemein das landschaftlich fruchtbare Gebiet südlich des Unterlaufs des Jangtsekiang. In der Zeit der Ming-Dynastie und der Qing-Dynastie war Jiangnan ein bedeutendes Landwirtschafts- und Handelszentrum.